# Ronde van Hongarije 2020
De 41e editie van de wielerwedstrijd Ronde van Hongarije vind in 2020 plaats van 29 tot en met 2 september. De start is in Esztergom en de finish op de Kékes. De ronde is onderdeel van de UCI Europe Tour 2020, in de categorie 2.1. De Let Krists Neilands won in 2019.

## Deelname
Er nemen vijf UCI World Tour-ploegen, acht UCI ProTeams zes continentale teams en een nationale selectie deel.
| WorldTour                                                                        | ProTeam | Continentaal                                                                                         | nationale selectie |
| -------------------------------------------------------------------------------- | --- | --- | ------------------ |
| CCC Team Team Jumbo-Visma Trek-Segafredo Mitchelton-Scott Israel Start-Up Nation | Caja Rural-Seguros RGA Alpecin-Fenix Uno-X Norwegian Development Team Team Novo Nordisk Androni Giocattoli-Sidermec Vini Zabù-KTM Bingoal-Wallonie Bruxelles Sport Vlaanderen-Baloise | Kometa Xstra Cycling Team Team Novak Adria Mobil Giotti Victoria Elkov-Kasper Team Vorarlberg Santic | Hongarije          |

## Etappe-overzicht
| Etappe | Datum       | Start      | Finish         | Type       | Afstand  | Winnaar        | Klassementsleider |
| ------ | ----------- | ---------- | -------------- | ---------- | -------- | -------------- | ----------------- |
| 1      | 29 augustus | Esztergom  | Esztergom      | Heuvelrit  | 117,5 km | Jon Aberasturi | Jon Aberasturi    |
| 2      | 30 augustus | Debrecen   | Hajdúszoboszló | Vlakke rit | 158,4 km | Jakub Mareczko | Jon Aberasturi    |
| 3      | 31 augustus | Karcag     | Nyíregyháza    | Vlakke rit | 181,8 km | Jakub Mareczko | Kaden Groves      |
| 4      | 1 september | Sárospatak | Kazincbarcika  | Vlakke rit | 180 km   | Jakub Mareczko | Kaden Groves      |
| 5      | 2 september | Miskolc    | Kékes          | Bergrit    | 187,8 km | Attila Valter  | Attila Valter     |

## Etappe uitslagen

### Eerste etappe
| Esztergom – Esztergom (117,5 km) |                      |                                  |          |
| Plaats                           | Naam                 | Ploeg                            | Tijd     |
| 1                                | Jon Aberasturi       | Caja Rural-Seguros RGA           | 3u48'33" |
| 2                                | Kaden Groves         | Mitchelton-Scott                 | z.t.     |
| 3                                | Adam Ťoupalík        | Elkov-Kasper                     | z.t.     |
| 4                                | Kamil Gradek         | CCC Team                         | z.t.     |
| 5                                | David van der Poel   | Alpecin-Fenix                    | z.t.     |
| 6                                | Itamar Einhorn       | Israel Start-Up Nation           | z.t.     |
| 7                                | Diego Pablo Sevilla  | Kometa Xstra Cycling Team        | z.t.     |
| 8                                | Aksel Nõmmela        | Bingoal-Wallonie Bruxelles       | z.t.     |
| 9                                | Riccardo Stacchiotti | Vini Zabù-KTM                    | z.t.     |
| 10                               | Markus Hoelgaard     | Uno-X Norwegian Development Team | z.t.     |

### Tweede etappe
| Debrecen – Hajdúszoboszló (158,4 km) |                    |                                  |          |
| Plaats                               | Naam               | Ploeg                            | Tijd     |
| 1                                    | Jakub Mareczko     | CCC Team                         | 3u48'33" |
| 2                                    | Matteo Moschetti   | Trek-Segafredo                   | z.t.     |
| 3                                    | Luca Pacioni       | Androni Giocattoli-Sidermec      | z.t.     |
| 4                                    | Andrea Guardini    | Giotti Victoria                  | z.t.     |
| 5                                    | Itamar Einhorn     | Israel Start-Up Nation           | z.t.     |
| 6                                    | Alexander Konysjev | Mitchelton-Scott                 | z.t.     |
| 7                                    | Alois Kaňkovský    | Elkov-Kasper                     | z.t.     |
| 8                                    | Emils Liepins      | Trek-Segafredo                   | z.t.     |
| 9                                    | Rudy Barbier       | Israel Start-Up Nation           | z.t.     |
| 10                                   | Erlend Blikra      | Uno-X Norwegian Development Team | z.t.     |

### Derde etappe
| Karcag – Nyiregyhaza (181,8 km) |                    |                                  |          |
| Plaats                          | Naam               | Ploeg                            | Tijd     |
| 1                               | Jakub Mareczko     | CCC Team                         | 3u48'33" |
| 2                               | Kaden Groves       | Mitchelton-Scott                 | z.t.     |
| 3                               | Erlend Blikra      | Uno-X Norwegian Development Team | z.t.     |
| 4                               | Matteo Moschetti   | Trek-Segafredo                   | z.t.     |
| 5                               | David van der Poel | Alpecin-Fenix                    | z.t.     |
| 6                               | Itamar Einhorn     | Israel Start-Up Nation           | z.t.     |
| 7                               | Andrea Guardini    | Giotti Victoria                  | z.t.     |
| 8                               | Rudy Barbier       | Israel Start-Up Nation           | z.t.     |
| 9                               | Luca Pacioni       | Androni Giocattoli-Sidermec      | z.t.     |
| 10                              | Emils Liepins      | Trek-Segafredo                   | z.t.     |

### Vierde etappe
| Sárospatak – Kazincbarcika (180,0 km) |                    |                             |          |
| Plaats                                | Naam               | Ploeg                       | Tijd     |
| 1                                     | Jakub Mareczko     | CCC Team                    | 3u55'53" |
| 2                                     | Emils Liepins      | Trek-Segafredo              | z.t.     |
| 3                                     | David van der Poel | Alpecin-Fenix               | z.t.     |
| 4                                     | Sasha Weemaes      | Sport Vlaanderen-Baloise    | z.t.     |
| 5                                     | Andrea Guardini    | Giotti Victoria             | z.t.     |
| 6                                     | Jon Aberasturi     | Caja Rural-Seguros RGA      | z.t.     |
| 7                                     | Luca Pacioni       | Androni Giocattoli-Sidermec | z.t.     |
| 8                                     | Julien Mortier     | Bingoal-Wallonie Bruxelles  | z.t.     |
| 9                                     | Alexander Konysjev | Mitchelton-Scott            | z.t.     |
| 10                                    | Adam Kristof Karl  | Hongarije                   | z.t.     |

### Vijfde etappe
| Miskolc – Kékes (187,8 km) |                    |                            |          |
| Plaats                     | Naam               | Ploeg                      | Tijd     |
| 1                          | Attila Valter      | CCC Team                   | 4u35'15" |
| 2                          | Quinn Simmons      | Trek-Segafredo             | + 10"    |
| 3                          | Damien Howson      | Mitchelton-Scott           | + 12"    |
| 4                          | Matteo Badilatti   | Israel Start-Up Nation     | + 15"    |
| 5                          | Tobias Foss        | Team Jumbo-Visma           | + 17"    |
| 6                          | Janez Brajkovič    | Adria Mobil                | z.t.     |
| 7                          | Laurens Huys       | Bingoal-Wallonie Bruxelles | + 20"    |
| 8                          | Alexis Guérin      | Team Vorarlberg Santic     | + 21"    |
| 9                          | Cristian Rodríguez | Caja Rural-Seguros RGA     | + 27"    |
| 10                         | James Piccoli      | Israel Start-Up Nation     | + 37"    |

## Eindklassementen
| Plaats    | Naam               | Ploeg                      | Tijd      |
| --------- | ------------------ | -------------------------- | --------- |
| Gele trui | Attila Valter      | CCC Team                   | 18u45'55" |
| 2         | Quinn Simmons      | Trek-Segafredo             | + 12"     |
| 3         | Damien Howson      | Mitchelton-Scott           | + 16"     |
| 4         | Matteo Badilatti   | Israel Start-Up Nation     | + 25"     |
| 5         | Tobias Foss        | Team Jumbo-Visma           | + 26"     |
| 6         | Janez Brajkovič    | Adria Mobil                | + 27"     |
| 7         | Alexis Guérin      | Team Vorarlberg Santic     | + 30"     |
| 8         | Laurens Huys       | Bingoal-Wallonie Bruxelles | z.t."     |
| 9         | Cristian Rodríguez | Caja Rural-Seguros RGA     | + 37"     |
| 10        | James Piccoli      | Israel Start-Up Nation     | + 47"     |
|           |                    |                            |           |
| 14        | Antwan Tolhoek     | Team Jumbo-Visma           | + 1'06"   |

| Plaats      | Naam               | Ploeg                    | Punten |
| ----------- | ------------------ | ------------------------ | ------ |
| Groene trui | Jakub Mareczko     | CCC Team                 | 90     |
| 2           | David van der Poel | Alpecin-Fenix            | 73     |
| 3           | Itamar Einhorn     | Israel Start-Up Nation   | 59     |
|             |                    |                          |        |
| 8           | Sasha Weemaes      | Sport Vlaanderen-Baloise | 36     |

| Plaats    | Naam            | Ploeg                      | Punten |
| --------- | --------------- | -------------------------- | ------ |
| Rode trui | Attila Valter   | CCC Team                   | 21     |
| 2         | David Lozano    | Team Novo Nordisk          | 21     |
| 3         | Roland Thalmann | Team Vorarlberg Santic     | 18     |
|           |                 |                            |        |
| 4         | Koen Bouwman    | Team Jumbo-Visma           | 15     |
| 7         | Laurens Huys    | Bingoal-Wallonie Bruxelles | 10     |

| Plaats | Ploeg                  | Tijd      |
| ------ | ---------------------- | --------- |
|        | Team Jumbo-Visma       | 56u20'24" |
| 2      | Israel Start-Up Nation | + 0'24"   |
| 3      | Mitchelton-Scott       | + 1'46"   |

## Klassementenverloop
| Etappe       | Winnaar        | Algemeen klassement · | Puntenklassement · | Bergklassement · | Ploegenklassement |
| ------------ | -------------- | --------------------- | ------------------ | ---------------- | ----------------- |
| 1            | Jon Aberasturi | Jon Aberasturi        | Jon Aberasturi     | David Lozano     | CCC Team          |
| 2            | Jakub Mareczko | Jon Aberasturi        | Itamar Einhorn     | David Lozano     | CCC Team          |
| 3            | Jakub Mareczko | Kaden Groves          | Jakub Mareczko     | David Lozano     | CCC Team          |
| 4            | Jakub Mareczko | Kaden Groves          | Jakub Mareczko     | David Lozano     | CCC Team          |
| 5            | Attila Valter  | Attila Valter         | Jakub Mareczko     | Attila Valter    | Team Jumbo-Visma  |
| 0Eindstanden | 0Eindstanden   | Attila Valter         | Jakub Mareczko     | Attila Valter    | Team Jumbo-Visma  |

1925 · 1926 · 1927 · 1928 · 1928 · 1929 · 1930 · 1931 · 1932 · 1933 · 1934 · 1935 · 1936 · 1937· 1938-1941 · 1942 · 1943 · 1944-1948 · 1949 · 1950-1952 · 1953 · 1954 · 1955 · 1956 · 1957-1961 · 1962 · 1963 · 1964 · 1965 · 1966-1992 · 1993 · 1994 · 1995 · 1996 · 1997 · 1998 · 1999-2000 · 2001 · 2002 · 2003 · 2004 · 2005 · 2006 · 2007 · 2008 · 2009-2014 · 2015· 2016· 2017· 2018· 2019 · 2020 · 2021 · 2022 · 2023 · 2024